# TRIKK17
Trikk17 – Animationsraum GmbH & Co. KG ist ein deutsches Animations-Studio mit Sitz in Hamburg. Das Unternehmen, das als Stop-Motion-Studio gegründet wurde, produziert Stop-Motion-, Zeichentrick- und Cutout-Animation-Filme.

## Geschichte
Das Unternehmen wurde 2001 gegründet und wird von den vier Gesellschaftern Marion Heinßen, Sandra Schießl, Sören Wendt und Björn Magsig geführt. Das Studio schuf das Musikvideo Rooftop (2002) für den Sänger Sasha und die Marunde-Spots für den NDR sowie dem zugehörigen Kurzfilm Marundes Landleben nach Wolf-Rüdiger Marunde. Trikk17 produzierte Werbe- und Imagefilme für  Coca-Cola, Opel, Deutsche Post, Wrigley, Gruner + Jahr sowie Tchibo. Weiterhin schuf es die ARD-Neandertaler-Spots für die ARD Sportschau in der Bundesliga-Saison 2006/2007. Außerdem produziert Trikk17 regelmäßig Kurzfilme für Kinderserien wie Löwenzahn (ZDF), Siebenstein (ZDF) und Die Sendung mit der Maus (WDR). Später entstand das Musikvideo zum Lied Ding der Berliner Reggae/Dancehall-Gruppe Seeed.
Im Jahr 2007 hat Trikk17 als erstes deutsches Filmstudio eine Geschichte nach Astrid Lindgren komplett in Deutschland produziert. Der Film Tomte Tummetott und der Fuchs erhielt 2008 einen Grimme-Preis.

## Produktionen

### Musikvideos
- 2002: Sasha – „Rooftop“
- 2006: Seeed – „Ding“
- 2008: Udo Lindenberg – „Mein Ding“

### Kurzfilme
- 2003: Marundes Landleben
- 2004: Stars Gesucht
- 2007: Tomte Tummetott und der Fuchs
- 2009: Komm essen, Pfannkuchen!

## Auszeichnungen und Erfolge
- 2007: „Prädikat besonders wertvoll“ und „Kurzfilm des Monats Dez. 2007“, Deutsche Filmbewertungsstelle Wiesbaden (FBW) – Tomte Tummetott und der Fuchs[3]
- 2008: Adolf-Grimme Sonderpreis Kultur – Tomte Tummetott und der Fuchs[4]
- 2008: Grand Prix „Hida International Animation Festival Of Folktales And Fables“, Japan  – Tomte Tummetott und der Fuchs[5]
- 2010: BCP-Award 2010 – G+J Corporate Editors, Unternehmensfilm[6]